# Spinimegopis
Spinimegopis is een kevergeslacht uit de familie van de boktorren (Cerambycidae). De wetenschappelijke naam van het geslacht werd voor het eerst geldig gepubliceerd in 1963 door Ohbayashi.

## Soorten
Spinimegopis omvat de volgende soorten:
- Spinimegopis buckleyi (Gahan, 1894)
- Spinimegopis cingalensis (White, 1853)
- Spinimegopis curticornis Komiya & Drumont, 2007
- Spinimegopis delahayei Komiya & Drumont, 2007
- Spinimegopis formosana (Matsushita, 1933)
- Spinimegopis fujitai Komiya & Drumont, 2007
- Spinimegopis guangxiensis (Feng & Chen, 2009)
- Spinimegopis huai Komiya & Drumont, 2007
- Spinimegopis ishigakiana (Yoshinaga & Nakayama, 1972)
- Spinimegopis kachina Komiya & Drumont, 2007
- Spinimegopis kawazoei (Hayashi, 1961)
- Spinimegopis lividipennis (Lameere, 1920)
- Spinimegopis malasiaca (Hayashi, 1976)
- Spinimegopis mediocostata (Gressitt, 1950)
- Spinimegopis morettoi (Drumont, 2003)
- Spinimegopis nepalensis (Hayashi, 1979)
- Spinimegopis nipponica (Matsushita, 1935)
- Spinimegopis perroti (Fuchs, 1966)
- Spinimegopis piliventris (Gressitt, 1950)
- Spinimegopis tibialis (White, 1853)